# 小松白川連絡道路
小松白川連絡道路（こまつしらかわれんらくどうろ）は、石川県小松市の北陸自動車道から岐阜県大野郡白川村付近の東海北陸自動車道に至る延長50 kmの地域高規格道路。1994年12月16日計画路線に指定された。

## 概要
白山麓を長大なトンネルで結び冬季間も通行止めにならない道路計画である。
並行した道路として、岐阜県、白山麓側は、白山白川郷ホワイトロード（旧白山スーパー林道）、小松市側は、国道360号がある。